# Росочка река
Росочката река (на македонска литературна норма: Ро̀сочка Рѐка) е река в Северна Македония, извираща от планината Бистра и вливаща се в Мала река.

## Път
Реката извира от карстов извор в планината Бистра в местността Джигерица, източно под връх Старци (1710 m). Тече в югоизточна посока. Минава през с. Росоки и се влива като десен приток в Мала река (Тресонската река) след селските гробища.

## Воден потенциал
Реката има голям воден потенциал, който в миналото е използван от големия брой воденици и валавици, изградени на нея в село Росоки. Като резултат на големия месечен дебит на вода от Росочката река – 
1,603 м3/с, дял от реката е захванат за градския водпровод на Дебър. Капацитетът на водопровода е 200 л/ч. Освен Дебър, от този водопровод ползват вода за пиене и селата Долно Косоврасти и Могорче.
Планирано е реката да стане част от хидросистемата „Божков мост“, която се предвижда да се изгради в този край от „Електрани на Македония“.